# Thomas Welsh (compositor)
Thomas Welsh   (Wells, 1780 - Brighton, 31 de gener de 1848) va ser un compositor i baixista d'òpera anglesa. El Welsh va passar la major part de la seva vida a Londres i ara es recorda especialment per les seves obres lleugeres.
Fill de John Welsh, de la seva esposa, filla de Thomas Linley "el vell", va néixer a Wells, Somerset. Es va convertir en un corista a la catedral de Wells, on es mostra el seu cant; Richard Brinsley Sheridan ho va escoltar i va induir al seu avi Linley a contractar-lo per a representacions d'oratoris al "Haymarket Theatre" de Londres el 1796. Els compromisos van seguir per a l'escenari, en el qual va cantar en moltes òperes, algunes de les quals, com la de Thomas Attwood, El presoner, va ser escrit especialment per exhibir els seus poders. També es va fer notar com a actor, principalment a través de la influència de Kemble.
Mentrestant estava fent una formació musical sota Karl Friedrich Horn, J. B. Cramer i Baumgarten. Va produir dues farses al "Lyceum Theatre" i una òpera, Kamskatka, al Covent Garden, i finalment es va establir com a professora de cant. Va tenir gran èxit amb els seus alumnes, entre els quals hi havia John Sinclair (1791-1857), Charles Edward Horn, Catherine Stephens i Mary Anne Wilson, que es van convertir en la seva dona i van cantar en nombrosos concerts importants.
Va morir a Brighton el 24 de gener de 1848. A més de peces dramàtiques, va escriure algunes sonates per a piano (1819), cançons, part-cançons, alegries i duets, i un "Vocal Instructor", Londres (1825).

## Obres escèniques
- Twenty Years Ago! ('òpera', 21 de juliol de 1810, Londres, "Lyceum Theatre")
- The Green-eyed Monster (or How to Get Your Money) ('farsa operística', 14 d'octubre de 1811, Londres, "Lyceum Theatre")
- Kamtchatka (or The Slave's Tribute) ('òpera', 16 d'octubre de 1811, Londres, Covent Garden)
- Up to Town ('òpera còmica', 6 de novembre de 1811, Londres, Covent Garden) (amb col·laboració de William Reeve, Condell, Whitaker)
- For England, Ho! ('òpera melodramàtica', 15 de desembre de 1813, Londdres, Covent Garden) (amb col·laboració de Henry Rowley Bishop)
- Is He Jealous? ('opereta', 2 de juliol de 1816, Londres, "Lyceum Theatre")

## Atribució
Aquest article incorpora text d'una publicació que ara és de domini públic: "Welsh, Thomas". Diccionari de Biografia Nacional. Londres: Smith, Elder & Co. 1885–1900.